# Parafia Matki Bożej Szkaplerznej w Żmijewie Kościelnym
Parafia pw. Matki Bożej Szkaplerznej w Żmijewie Kościelnym – parafia rzymskokatolicka należąca do dekanatu mławskiego wschodniego, diecezji płockiej, metropolii warszawskiej. Poprzednio należała do dekanatu mławskiego, diecezji płockiej, metropolii warszawskiej.